# 喜多灘站
喜多灘站（日语：／ Kitanada eki */?）是位於日本愛媛縣大洲市，隸屬於四國旅客鐵道（JR四國）的鐵路車站。車站編號為S11 。本站現時只提供普通列車服務。站房建在經開削後的斜坡上，與位於德島縣的小步危站類同。本站座落在大洲市長濱町和伊予市雙海町的交界，其中月台部份多位於伊予市内，但因月台出入口及原來的站房皆位於長濱町的轄區（剛好貼著邊界），因而歸入大洲市。

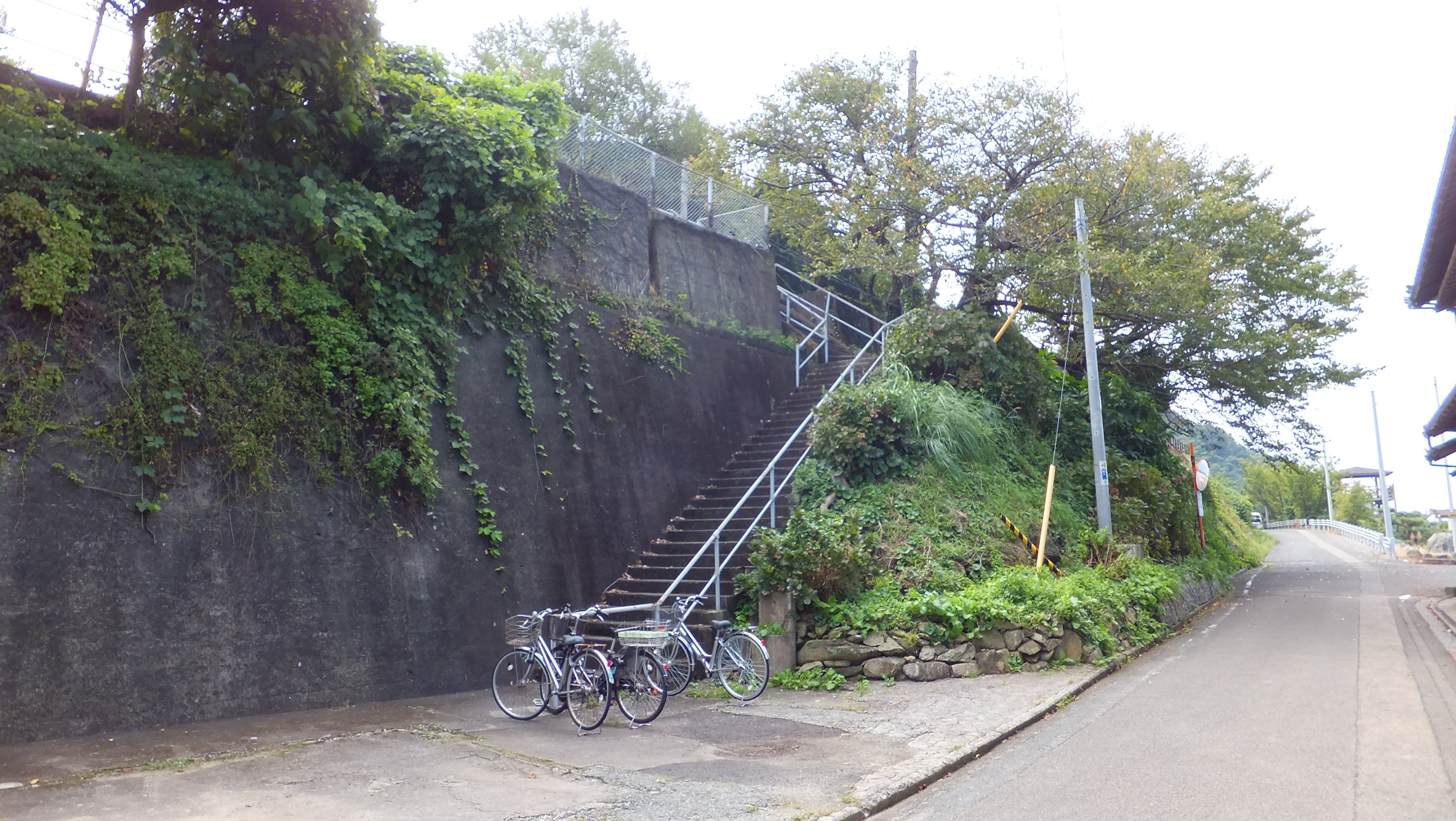
車站入口(2015年9月)

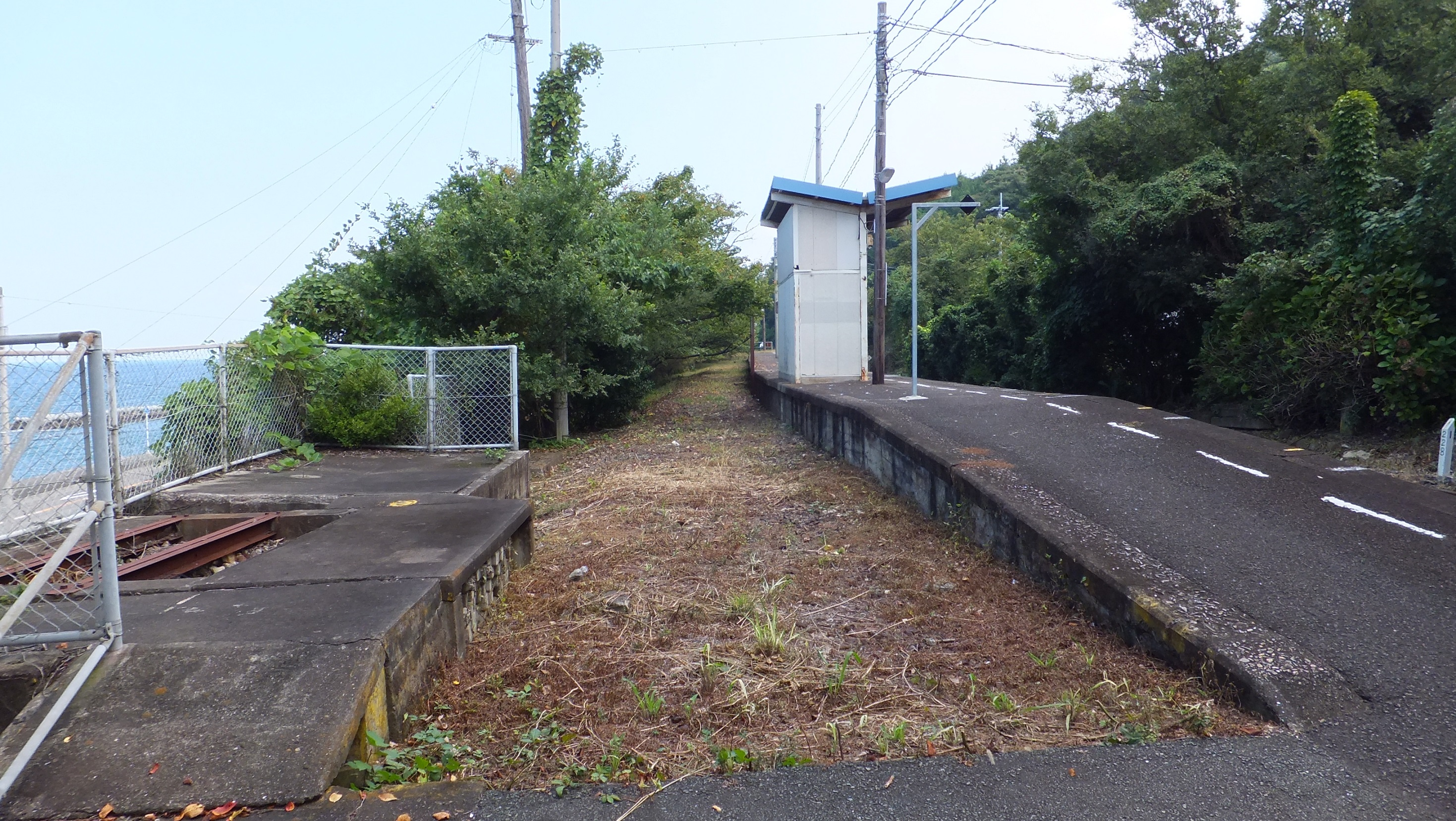
月台入口(2015年9月)

## 車站結構
此站原為木製的單層站房，有職員駐守，但主要工作是管理人手閉塞路段的交接、轉軌和交收鐵路通票等事宜，反而不處理票務事宜。站房主要的功用乃作為職員留宿休息及乘客候車之用。其後因新線啟用，列車班次大幅減少，轉軌功能已不再需要，再加上近海的原1號月台被棄用，路軌亦拆走，站房也於同時期一併拆掉。現時只在原址設置一座洗手間供乘客使用。而候車室功能則以改裝月台上的候車亭為開放式候車室取代。
站內原設有島式月台1座，提供1面2線的配置。新線通車後因業務清閒，靠海的1號月台後來被棄用，路軌亦拆走，只留下靠近山邊的2號月台仍然使用，現時只提供1線1面，列車不能交換的配置，有效長度為5輛。月台的闊度十分狹窄，過去只放置1個細小的有蓋候車亭及1張長凳，當1號軌被撤掉後，便將該面及兩側以木板圍封，把有蓋候車亭改建成一間附設有儲物櫃的開放式候車室。月台出入口位於末端向伊予長濱站方向，離開月台雖為斜道，但由月台返回路面卻只有樓梯連接。
月台內仍保留一些少部份舊有設備的痕跡，包括靠近原1號月台的手動轉轍器基座、現時使用的路軌旁，亦仍保留舊有貨物列車的停泊側軌、貨物月台及轉轍器。列車靠站時往松山方向為左側開門，往伊予大洲方向為右側開門。

### 月台配置
| 路線                    | 方向 | 目的地                       |
| ----------------------- | ---- | ---------------------------- |
| ■予讚線（愛之伊予灘線） | 上行 | 伊予市、松山方向             |
| ■予讚線（愛之伊予灘線） | 下行 | 伊予大洲、八幡濱、宇和島方向 |

## 歷史
- 1935年10月6日：隨予讚線下灘站至伊予長濱站開通而開業。
- 1986年3月3日：予讚線新線開通，特急列車改經內子線及新線。
- 1987年4月1日：日本國鐵分割民營化，車站的營運由JR四國繼承。

## 相鄰車站
四國旅客鐵道（JR四國）
■予讚線（愛之伊予灘線）
串（S10）－喜多灘（S11）－伊予長濱（S12）